# Just Us (DJ Khaled)
Just Us è un singolo del produttore statunitense DJ Khaled,  pubblicato il 21 maggio 2019 come quarto estratto dall'undicesimo album in studio Father of Asahd.
Il brano ha visto la partecipazione vocale della cantautrice statunitense SZA. Il brano campiona il singolo Ms. Jackson degli OutKast

## Accoglienza
Thomas Hobbs del NME ha elogiato la voce della cantante. A.D. Amorosi di Variety ha definito il singolo "bollente", pur trovandolo fuori luogo in un album di DJ Khaled.

## Video musicale
Il videoclip, diretto da Joseph Kahn, è stato reso disponibile il 17 maggio 2019.

## Classifiche
| Classifica (2019) | Posizione massima |
| ----------------- | ----------------- |
| Australia         | 32                |
| Belgio (Fiandre)  | 34                |
| Belgio (Vallonia) | 47                |
| Canada            | 65                |
| Irlanda           | 52                |
| Lituania          | 65                |
| Nuova Zelanda     | 25                |
| Regno Unito       | 66                |
| Romania           | 65                |
| Stati Uniti       | 43                |
| Svizzera          | 81                |